# Ko Ishikawa
Ko Ishikawa (Santa Cruz de la Sierra, 10 maart 1970) is een voormalig Japans voetballer.

## Carrière
Ko Ishikawa speelde tussen 1989 en 2002 voor Honda, Verdy Kawasaki en Nagoya Grampus Eight.